# After (powieść)
After – powieść gatunku fan fiction. Autorką jest amerykańska powieściopisarka Anna Todd, do napisania książki zainspirował ją brytyjski boysband One Direction. Pierwszy tom „After” autorka opublikowała w 2013 roku za pośrednictwem platformy internetowej Wattpad. W maju 2014 autorka podpisała umowę z Gallery Books i kontrakt filmowy z UTW.
Książka opisuje uczucie pomiędzy dwojgiem zupełnie różnych od siebie ludzi. Zbuntowany Hardin i rozważna Tessa, mimo to, rodzi się między nimi uczucie, które przeradza się w toksyczną relację.
Seria została przetłumaczona na 40 języków, w Polsce wydana została przez wydawnictwo Znak.
Seria After:
- „Płomień pod moją skórą” – pierwsze wydanie 21 października 2014 roku[8]
- „Już nie wiem, kim bez ciebie jestem” – pierwsze wydanie 25 listopada 2014 roku[9]
- „Ocal mnie” – pierwsze wydanie 2014 rok[10]
- „Bez siebie nie przetrwamy” – pierwsze wydanie 24 lutego 2015 roku[11]
- „Chroń mnie przed tym, czego pragnę” – pierwsze wydanie 2016 roku[12]

Autorka rozpoczęła również nową serię „Landon Gibson”, która jest kontynuacją serii „After”. Do tej pory w jej ramach ukazały się:
- „Nothing more” – pierwsze wydanie lipiec 2016[13]
- „Nothing less” – pierwsze wydanie wrzesień 2016[14]

Ekranizacje:
Pierwszy tom serii, „Płomień pod moją skórą”, został zekranizowany. Film „After” od 12 kwietnia 2019 roku można zobaczyć na ekranach polskich kin.
Trwają prace nad ekranizacją drugiej części, „Już nie wiem kim bez ciebie jestem”. Premiera ma odbyć się w 2020 roku.